# 普仁寺
普仁寺（泰語：วัด โพธิ์ เย็น；英語：Wat Pho Yen）位於泰國的東北部，素輦府（Surin province），沙儂縣（Sanom），蓬哥（Phon Ko）第三村。它仍始建於1919年 的佛教寺廟 ，其座標為北瑋17.241度；東經101.6889度。

## 建築
- 大殿門口有紅底金字的對聯「普天昭慧日；仁宇播梵音。」
- * 大殿供奉釋迦牟尼及觀音等多尊佛教雕像。
- 『福嚴堂』
- 八柱亭供奉觀音、金童及玉女雕像。
- 花園種植菩提樹。

## 地址
- 中文：泰國郵遞區號：32160，素輦府，沙儂縣，蓬哥，第三村。
- 泰文：หมู่ 3 ตำบลโพนโก อำเภอสนม จังหวัดสุรินทร์ 32160
- 英文：Moo 3, Phon Ko, Sanom, Surin 32160

## 外部連結
- 普仁寺官方面書網址：https://www.facebook.com/pages/%E0%B8%A7%E0%B8%B1%E0%B8%94%E0%B9%82%E0%B8%9E%E0%B8%98%E0%B8%B4%E0%B9%8C%E0%B9%80%E0%B8%A2%E0%B9%87%E0%B8%99-%E6%99%AE%E4%BB%81%E5%AF%BA/120505101377580